# Culcitopsis borealis
Culcitopsis borealis is een zeester uit de familie Poraniidae.
De wetenschappelijke naam van de soort werd in 1911 gepubliceerd door Süssbach & Breckner.